# Johan Sterrenburg

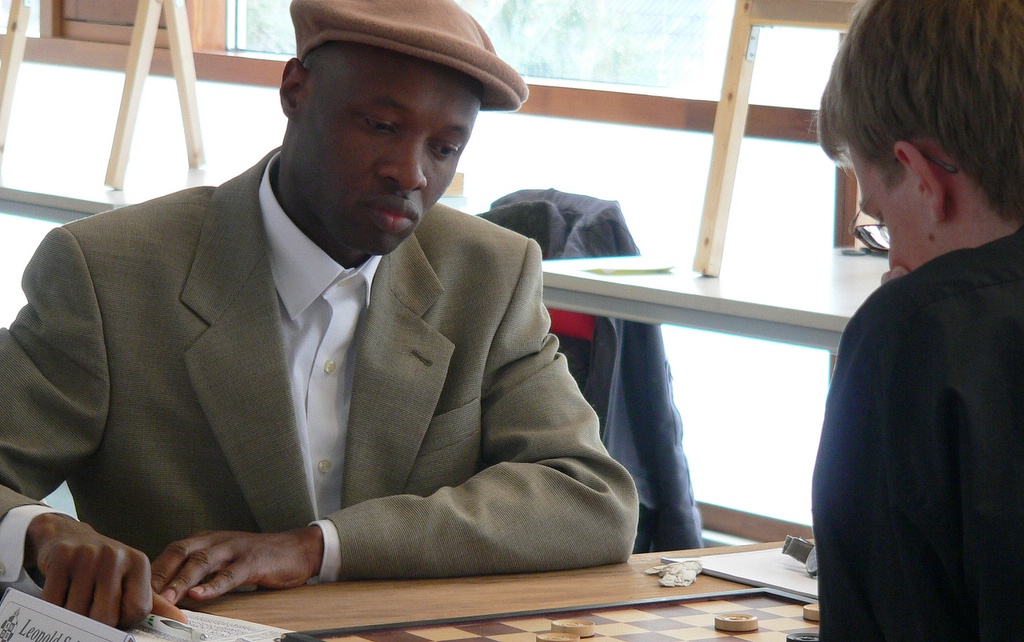
Johan Sterrenburg (rechts) tijdens zijn partij tegen Leopold Sekongo op het NK 2006.

Johan Sterrenburg (26 januari 1984) is een Nederlandse dammer die in Gelderland is opgegroeid en in Groningen studeerde. Hij werd Gronings kampioen in 2004 en nam in 2006 deel aan de finale van het Nederlands kampioenschap waar hij als 13e van 14 deelnemers eindigde. Hij bezit de titel Kandidaat Nationaal Meester.
Hij is aangesloten bij de Wageningse Schaak & Damvereniging en Damclub Den Haag.